# Kambium
A kambium a növények szárának és gyökerének azok felületével párhuzamosan elhelyezkedő, másodlagos osztódó szövetrétege. A szervet osztódásokkal vastagítja; az így keletkező új sejtfalak érintő irányúak (tangenciálisak). Laterális merisztémának is hívják. A kambium különleges formája a másodlagos bőrszövet (periderma, paraderma) és a harmadlagos bőrszövet (rhytidoma), valamint a sebeket osztódásaival lezáró sebkambium. A háncsrész és a farész között található 